# Operacja Crescent Wind
Operacja Crescent Wind — amerykańska i angielska kampania powietrzna przeciwko afgańskim talibom nad Afganistanem rozpoczęta 7 października 2001 roku.  Bombardowania wspomagane były przez żołnierzy sił specjalnych w celu zapewnienia informacji o kierowaniu nalotów. Kampania znacznie osłabiła talibów, torując drogę dla ofensywy Sojuszu Północnego, która odbyła się w listopadzie, w wyniku której szybko opanowano region kontrolowany przez Talibów w Afganistanie.